# Psychologizm
Psychologizm (gr. psyche – dusza, życie) – pogląd w różnych dziedzinach wiedzy (pedagogika, teoria literatury – zob. religioznawstwo, filozofia) zakładający, że czynniki psychologiczne mają determinujący i najważniejszy charakter, albo wręcz stanowią osnowę zjawisk. 
Także nurt w prozie i dramacie XX-wiecznym. Tworzące go utwory koncentrują się na przedstawieniu psychicznych motywów działań bohatera, jego kompleksów, emocji, często także mechanizmów prowadzących do jego wyobcowania.